# Colindale (Metropolitano de Londres)
Colindale é uma estação do Metrô de Londres.

## História
A estação foi inaugurada em 18 de agosto de 1924 no lado norte da Colindale Avenue, no que era então a Hampstead and Highgate Line, a primeira estação da segunda seção da extensão para Edgware. As plataformas estavam localizadas abaixo da estrada leste-oeste, não apenas de um lado, e a estação tinha um edifício de estilo clássico projetado pelo Arquiteto do Metropolitano Stanley Heaps. A inauguração da estação estimulou o desenvolvimento de Colindale.